# Brigade mondaine (film)
Pour les articles homonymes, voir Brigade mondaine.
Pour plus de détails, voir Fiche technique et Distribution.
Brigade mondaine est un film français de Jacques Scandelari sorti en 1978 adapté du roman Le Monstre d'Orgeval de Michel Brice, premier titre de la série Brigade mondaine éditée par Gérard de Villiers.

## Synopsis
Une jeune femme est happée par un réseau de prostitution au service des fantasmes d'un puissant homme d'affaires.

## Fiche technique
- Titre : Brigade mondaine
- Réalisation : Jacques Scandelari
- Scénario : Pierre Germont • Jacques Robert • Jacques Scandelari
- Photographie : François About
- Assistant opérateur : Daniel Desbois • Thierry Arbogast
- Son : Michel Brethez
- Montage : Pierre-Alain Beauchard
- Musique : Marc Cerrone
- Chorégraphie : Carole Ryva
- Producteur : Francis Cosne
- Société de production : Francos Films
- Lieux de tournage : Paris, Versailles[1]
- Pays de production :  France
- Langue originale : français
- Format : couleur 35 mm
- Genre : policier
- Durée : 91 minutes
- Dates de sortie : 
  - France : 2 août 1978
  - Portugal : 4 mai 1979
- Interdiction aux moins de 16 ans à sa sortie en salles en France.

## Distribution
- Patrice Valota : l'inspecteur Boris Corentin
- Florence Cayrol : Annie
- Odile Michel : Micheline / Chloé
- Patrick Olivier : Patrick Morel
- Marie-Georges Pascal : Peggy
- Jacques Berthier : Paul-Henri Vaugoubert de Saint-Loup
- Marianne Comtell : Nada
- Jean-Pol Brissart : l'inspecteur Brichot
- Jacques Dacqmine : le directeur de la P.J.
- Jean Turlier : le commissaire Badolini
- Gisèle Grimm : Madame Badolini
- Bernard Bireaud : Jupien, l'indic
- Hélène Hily : la mère de la victime
- Jean-Marie Arnoux : le directeur du restaurant
- Danièle Croisy : la fille du restaurant
- Philippe Castelli : le maître d'hôtel
- Denis Seurat : Flavion

## Suite de ce film, dans la sérieBrigade mondaine
- 1979 : Brigade mondaine : La Secte de Marrakech d'Eddy Matalon avec Patrice Valota dans le rôle de l'inspecteur Corentin.
- 1980 : Brigade mondaine : Vaudou aux Caraïbes de Philippe Monnier avec Patrice Valota dans le rôle de l'inspecteur Corentin.